# 665 a.C.
Il 665 a.C. (DCLXV a.C. in numeri romani) è un anno  del VII secolo a.C.

## Eventi
- Fine del Terzo periodo intermedio dell'Egitto
- Sconfitta Romana ad Albalonga